# Nimésulide
Le numésulfide est un médicament anti-inflammatoire utilisé pour le traitement des douleurs aiguës et pour combattre la fièvre. Il est impliqué dans la manifestation de troubles hépatiques graves.

## Indications
- Anti-inflammatoires non stéroïdiens (AINS).
- Traitement des douleurs aiguës.
- Traitement symptomatique de l'arthrose douloureuse.
- Dysménorrhées primaires.

## Posologie
La durée d'administration doit être la plus courte possible, en fonction des besoins cliniques ; chez les adultes : 100 mg deux fois par jour, soit un comprimé à 100 mg matin et soir, après les repas.

## Contre-indications
- Hypersensibilité connue au nimésulide ou à l'un des excipients du produit.
- Antécédents de réactions d'hypersensibilité (bronchospasme, rhinite, urticaire, par exemple) à l'acide acétylsalicylique ou à un autre anti-inflammatoire non stéroïdien.
- Antécédents de réactions hépatotoxiques au nimésulide.
- Ulcère gastroduodénal évolutif, antécédents d'ulcère récurrent ou d'hémorragies gastro-intestinales, de saignements vasculaires cérébraux ou d'autres saignements en cours ou de troubles hémorragiques.
- Troubles sévères de la coagulation.
- Insuffisance cardiaque sévère.
- Insuffisance rénale sévère.
- Insuffisance hépatique.
- Enfants de moins de 12 ans.
- 3e trimestre de la grossesse et allaitement.

## Effets indésirables
Des hémorragies gastro-intestinales ou des ulcérations/perforations sont susceptibles de survenir à n'importe quel moment au cours du traitement, avec ou sans signes d'alerte, que les patients aient eu, ou non, des antécédents de troubles gastro-intestinaux. En cas de survenue d'hémorragies gastro-intestinales ou d'ulcère, il faut interrompre immédiatement l'administration de nimésulide. Le nimésulide devra être utilisé avec prudence chez les patients présentant des troubles digestifs, notamment des antécédents d'ulcère gastroduodénal ou d'hémorragie gastro-intestinale, de colite ulcéreuse ou de maladie de Crohn.